# Justo de Gandarias Planzón
Justo de Gandarias Planzón (Barcelona, 29 d'agost de 1846 – Guatemala, 1933) fou un escultor y pintor català.
Era fill d'Anacleto de Gandarias i Infante natural de Navarrete i de Maria Eugènia Plançon i Duet natural de Saint-Lupicin. Format a Barcelona i París, fou guardonat a diverses exposicions estatals com a la de Barcelona el 1878 i les de Madrid el 1881, 1887 i 1890. Exposà a París el 1875 amb Ricard Bellver i Manuel Oms i Canet, i a l'exposició Internacional de Viena de 1882. Realitzà diverses obres pels carrers de Madrid (Sant Tadeu, la Làpida a Mesonero Romanos). Destaca també el seu projecte per a l'Arc Monumental de la presa de Granada i del descobriment d'Amèrica, realitzat el 1892. El 1900 es traslladà a Guatemala per dirigir l'Escola de Belles Arts. Se li encarregaren algunes obres que finalment no es van dur a terme.